# Dolomiti Friulane
Le Dolomiti Friulane (dette anche Dolomiti d'Oltre Piave oppure Catena Duranno-Monfalconi-Pramaggiore, Dolomitis furlanis in friulano) sono una serie di gruppi montuosi adiacenti, appartenenti alle Prealpi Carniche, poste a cavallo tra le province di Belluno ad ovest, Udine e Pordenone ad est, inserite nella lista del Patrimonio mondiale naturale dell'UNESCO il 26 giugno 2009, e al cui interno è istituito il Parco naturale delle Dolomiti Friulane.

## Classificazione

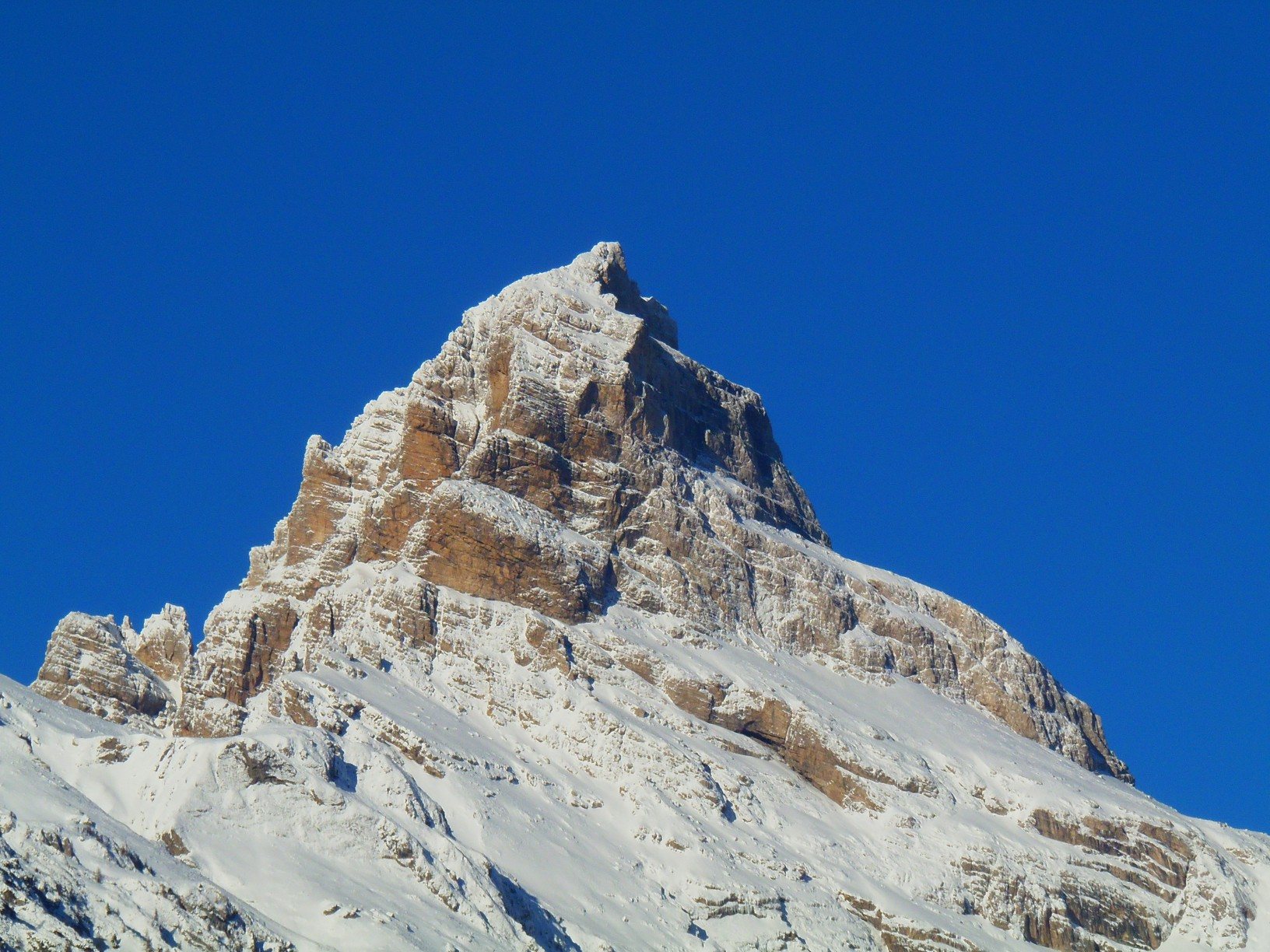
Monte Duranno

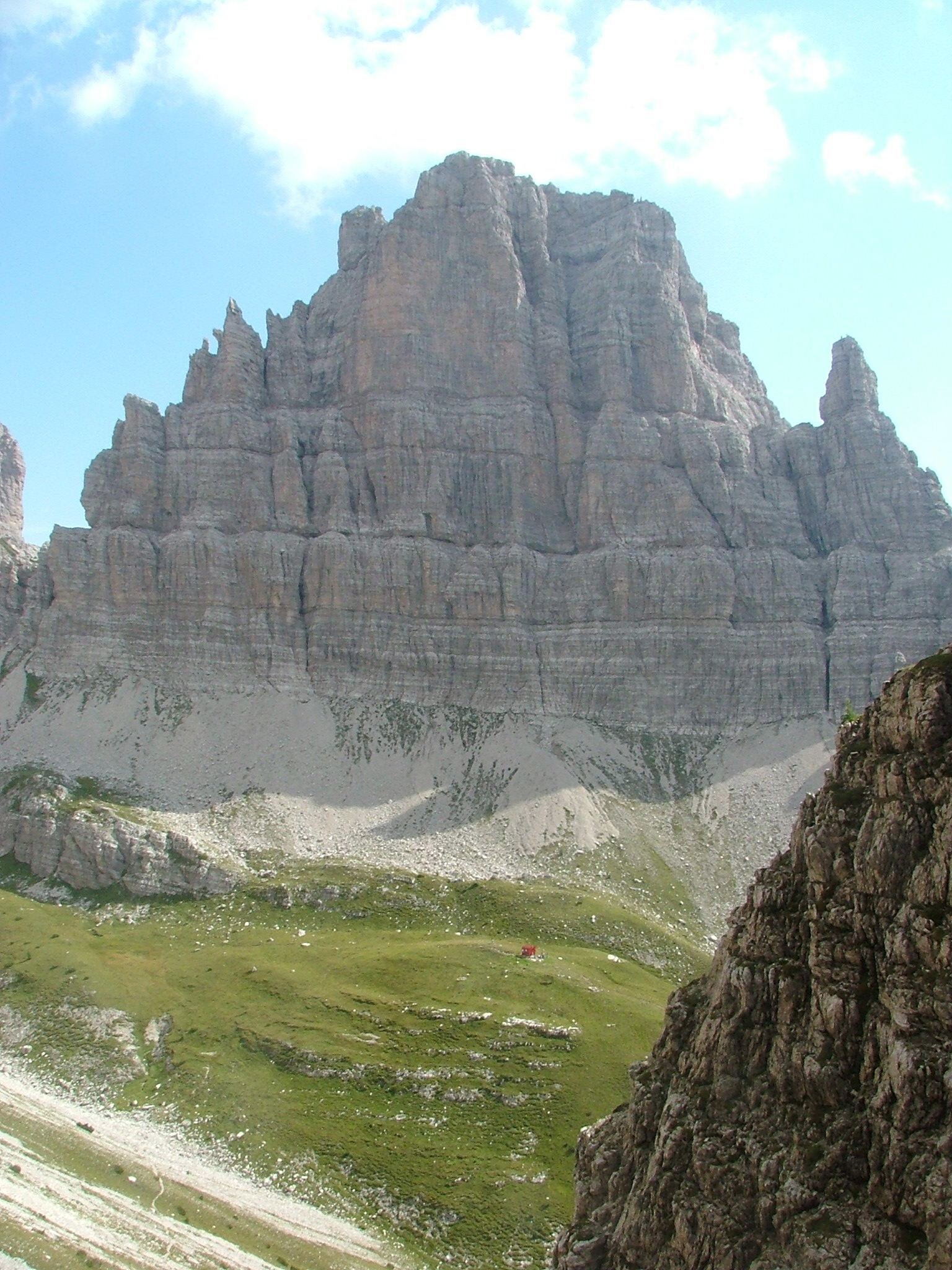
Croda Montanaia, a poche centinaia di metri dall'omonimo campanile

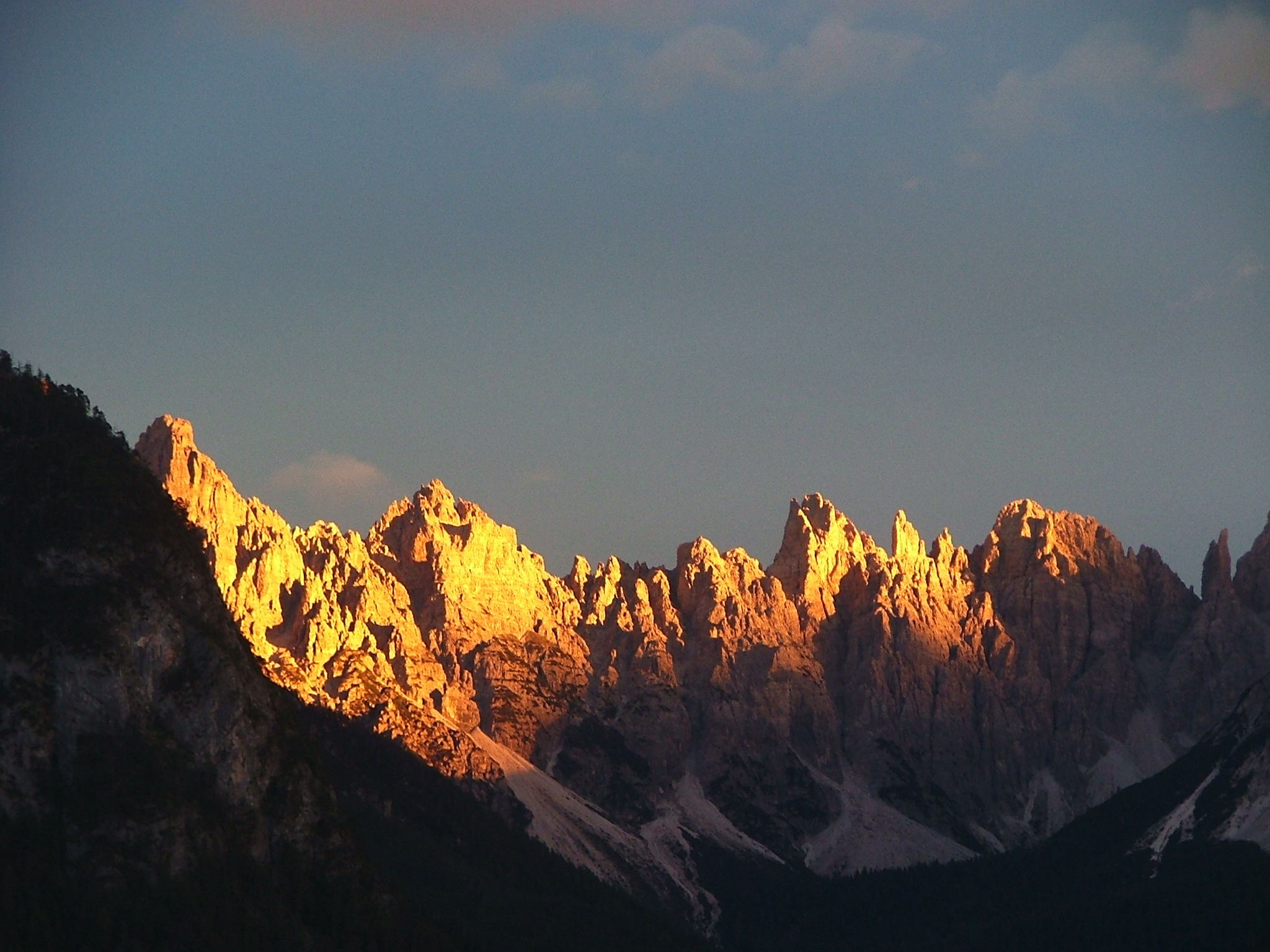
Spalti di Toro

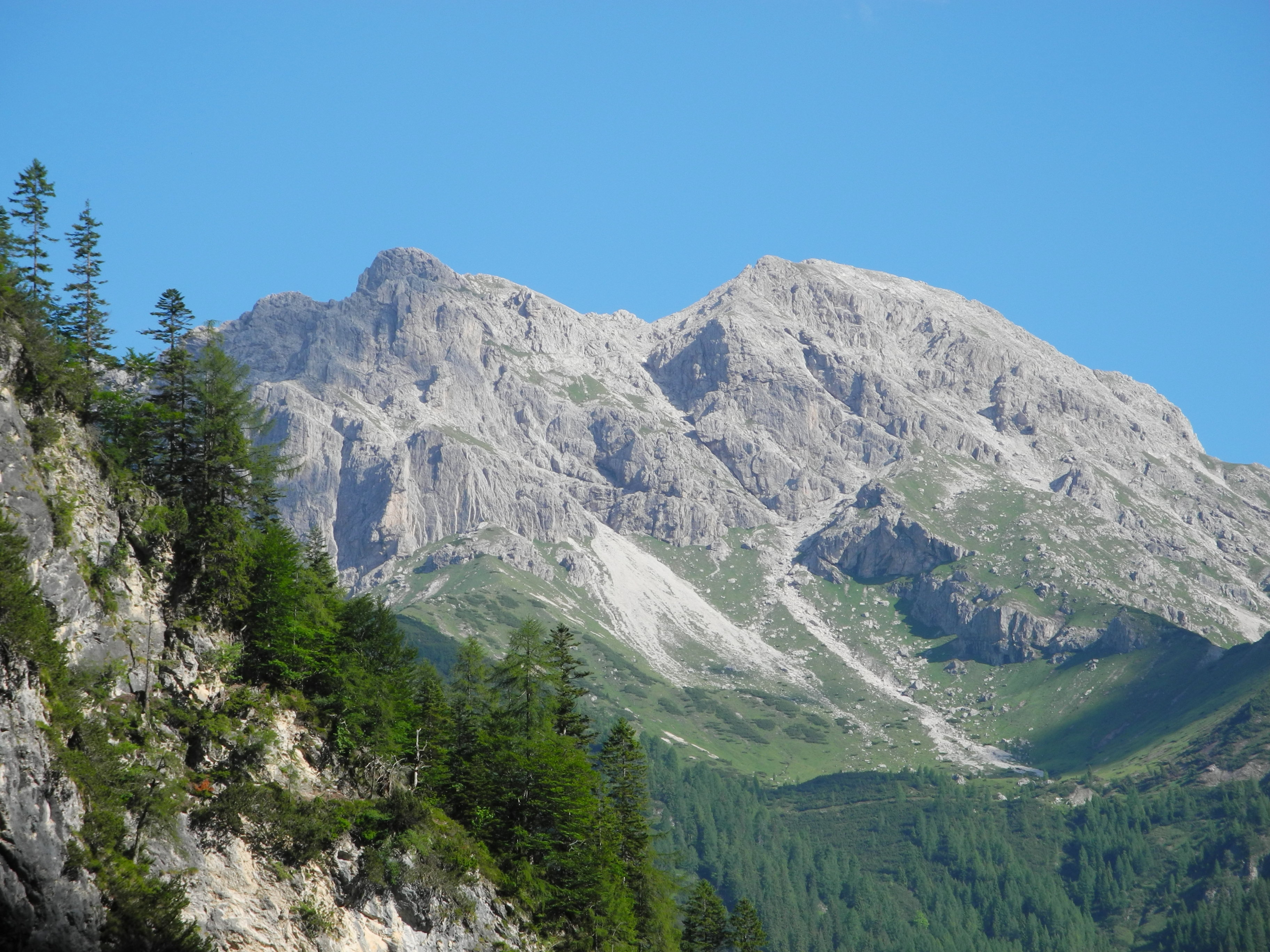
Monte Pramaggiore

La SOIUSA classifica le Dolomiti Friulane come supergruppo alpino e vi attribuisce la seguente classificazione:
- Grande parte = Alpi Orientali
- Grande settore = Alpi Sud-orientali
- Sezione = Alpi Carniche e della Gail
- Sottosezione = Prealpi Carniche
- Supergruppo = Dolomiti Friulane
- Codice = II/C-33.III-A

## Caratteristiche
Geograficamente inserite tra l'alto corso del Tagliamento a nord, il corso del torrente Cellina a sud, l'alta val del Piave a ovest e l'alta valle del Meduna a est, si trovano, ad esclusione della parte bellunese, nel territorio del Parco naturale delle Dolomiti Friulane, a nord del gruppo delle Prealpi Bellunesi (catena Cavallo-Visentin). Il paesaggio predominante è quello caratteristico delle Prealpi Orientali, con vallate strette e lunghe che si addentrano tra vette e torrioni dolomitici: la zona, per via della sua asprezza e severità, è meta privilegiata di escursionisti, alpinisti e semplici amanti della natura.

## Suddivisione
Secondo la SOIUSA sono suddivise in quattro gruppi e due sottogruppi:
- Gruppo della Cridola (1)
- Gruppo Spalti-Monfalconi (2)
  - Monfalconi (2.a)
    - Monfalconi di Forni (2.a/a)
    - Monfalconi di Cimoliana (2.a/b)
    - Monfalconi di Montanaia (2.a/c)

  - Spalti di Toro (2.b)
- Gruppo del Duranno (3)
- Gruppo del Pramaggiore (4)

Scendendo lungo il corso del Piave da nord verso sud troviamo nell'ordine il Gruppo della Cridola, il Gruppo Spalti-Monfalconi ed il Gruppo del Duranno. Ad oriente dei precedenti si colloca il Gruppo del Prammaggiore.

## Montagne
La cima più alta è la Cima dei Preti (2703 m), mentre
altre cime di rilievo sono:
- Monte Duranno (2652 m)
- Croda Montanaia (2548 m)
- Monte Cridola (2581 m)
- Crodon di Giaf (2523 m)
- Monfalcon di Forni di Sopra (2 453 m)
- Monte Pramaggiore (2479 m)
- Croda Cimoliana (2408 m)
- Monte Cornaget (2323 m)
- Spalti di Toro (2437 m)
- Campanile Toro (2345 m)
- Campanile di Val Montanaia (2173 m)
- Monte Chiarescons (2168 m)
- Monte Salta (2039 m)
- Monte Raut (2025 m)

## Galleria d'immagini

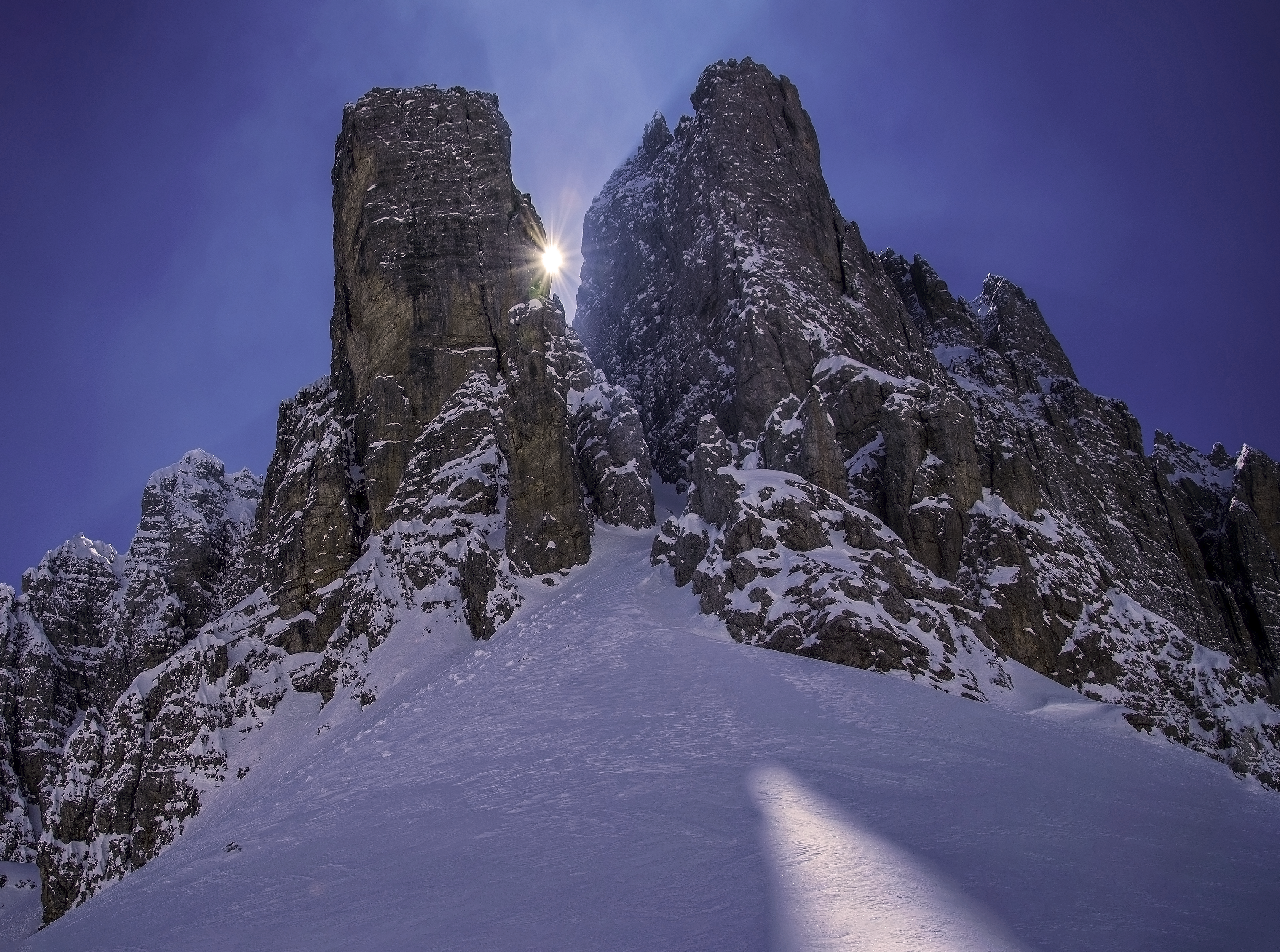
Crodon di Giaf
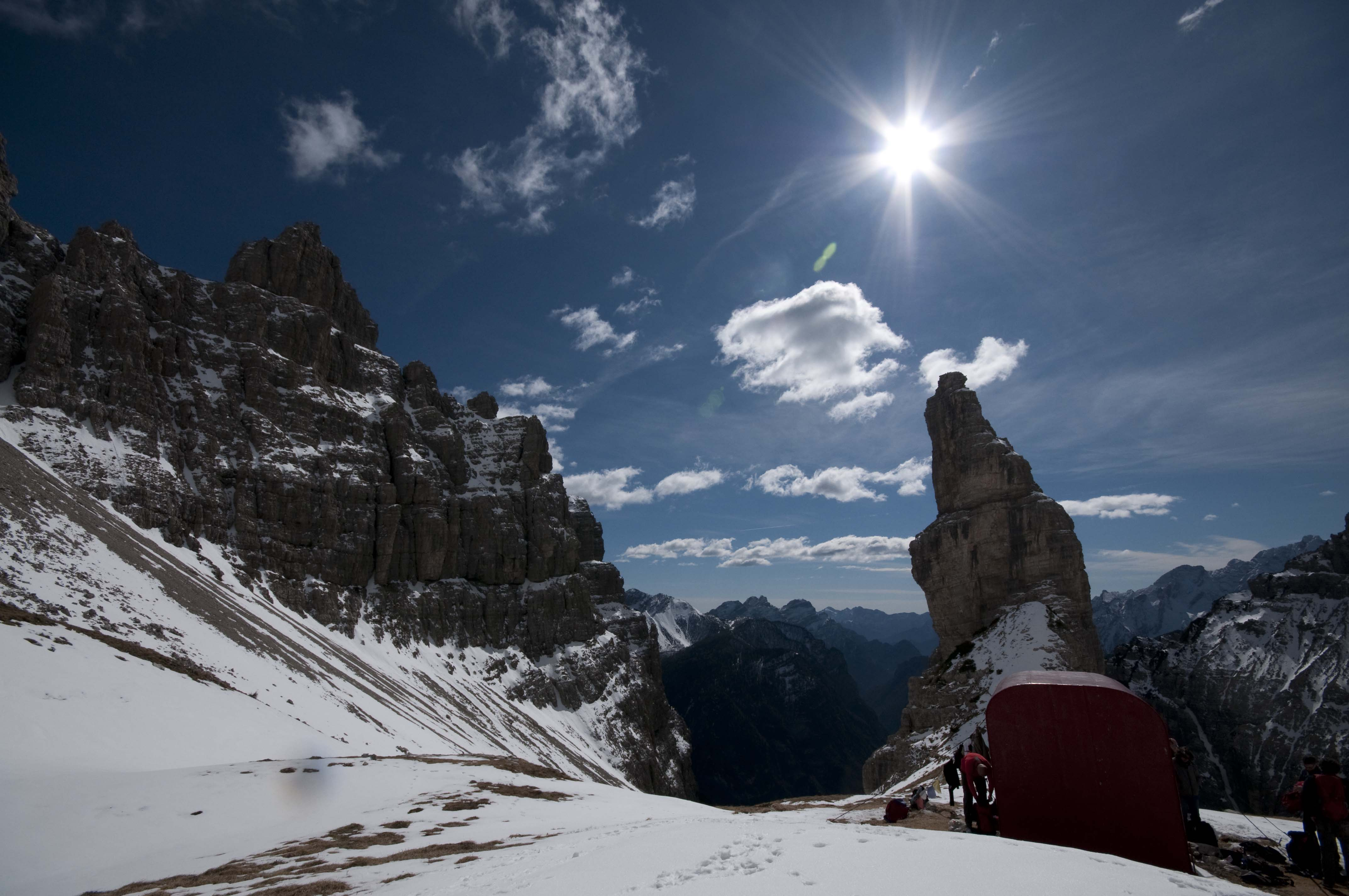
Bivacco Giuliano Perugini e Campanile di Val Montanaia in inverno
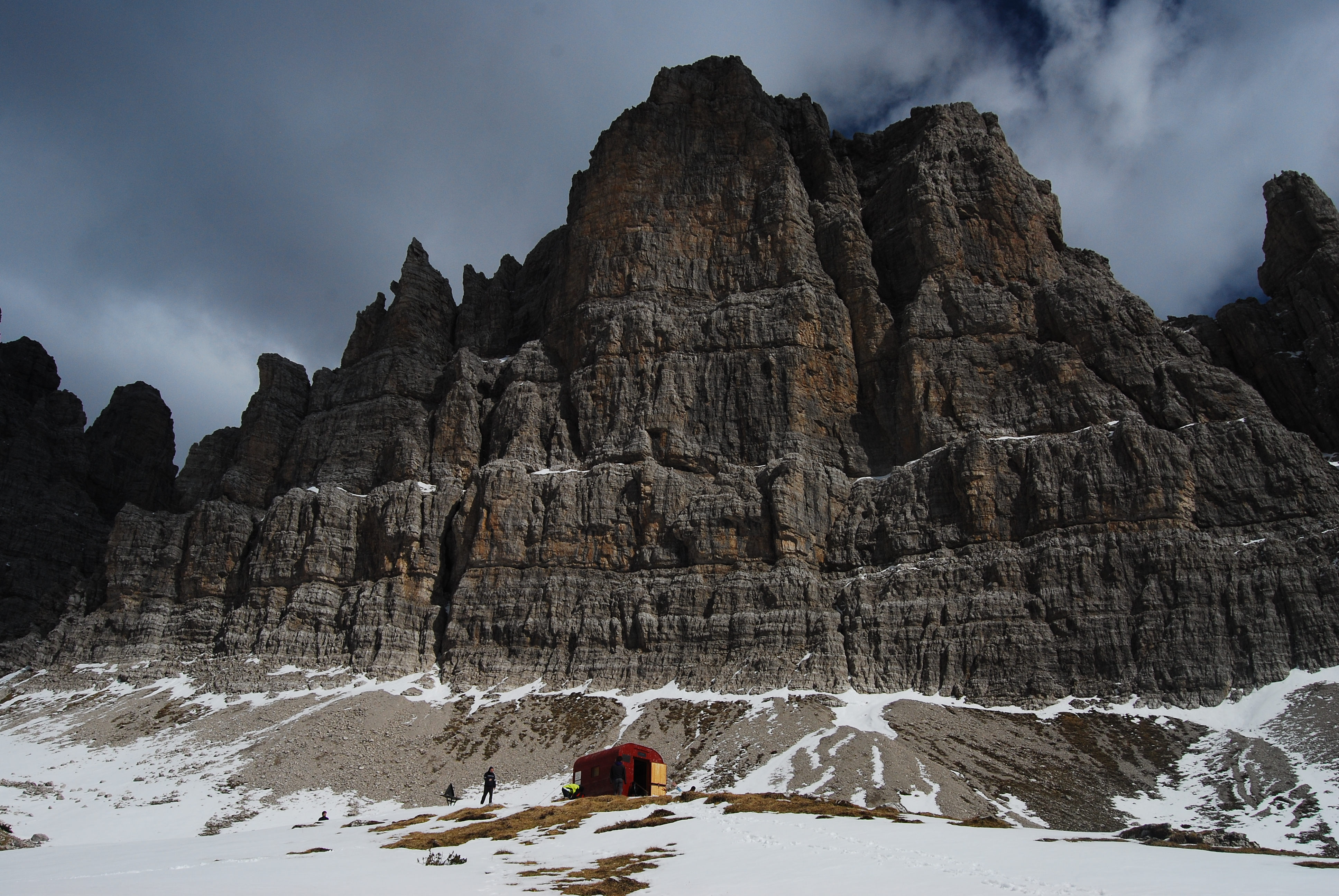
Croda Cimoliana
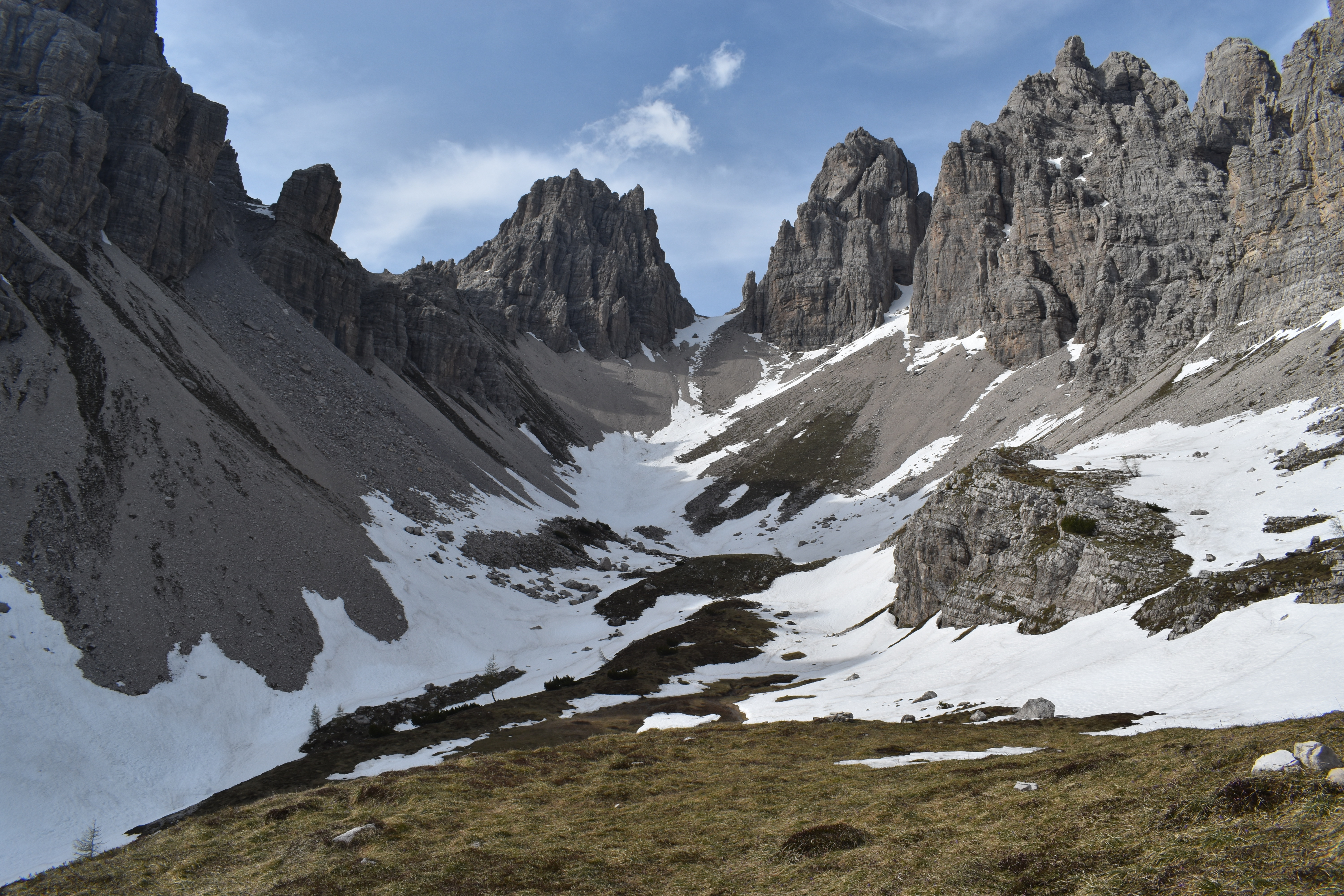
Scorcio primaverile
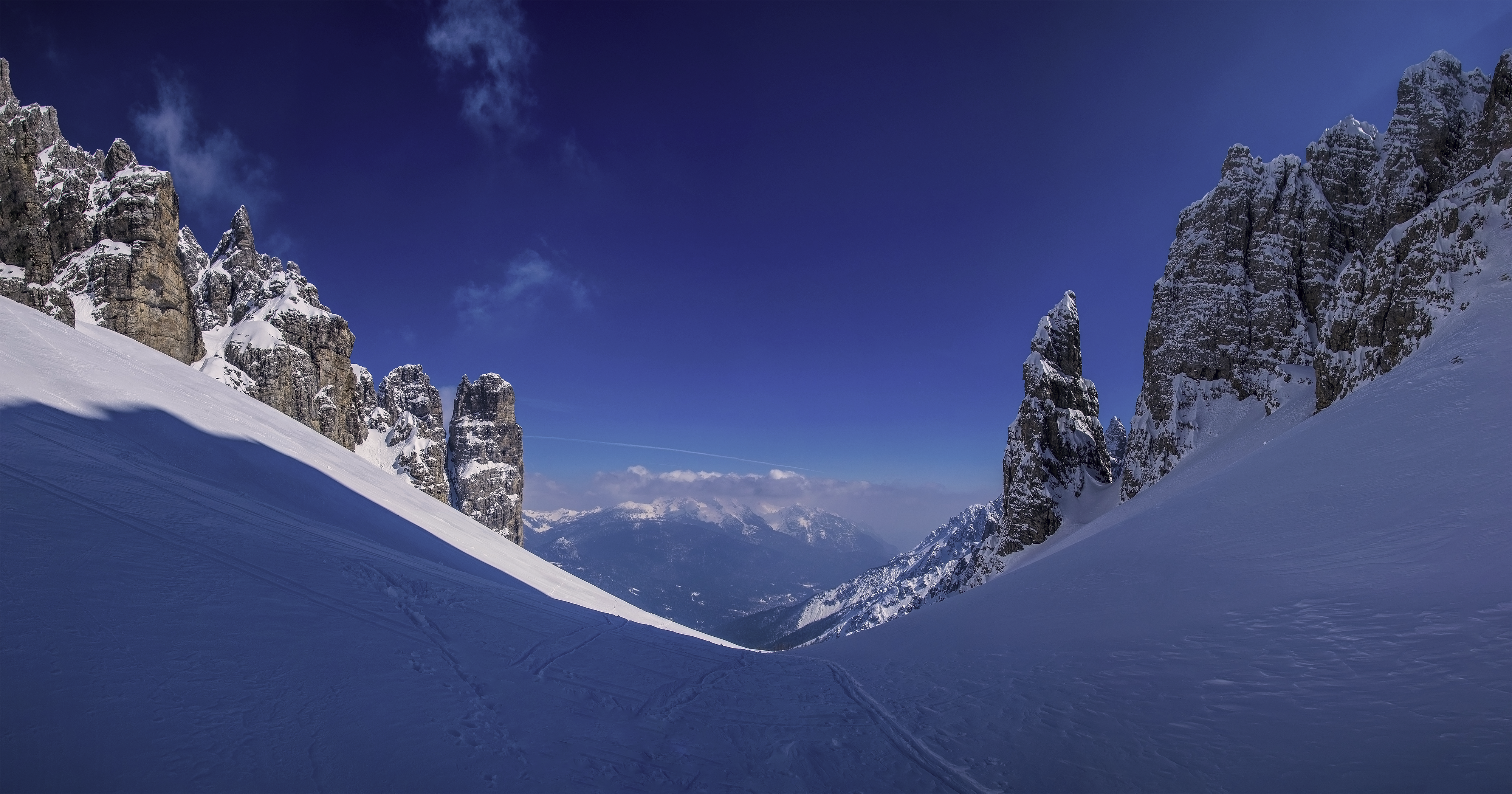
Forcella Scodovacca
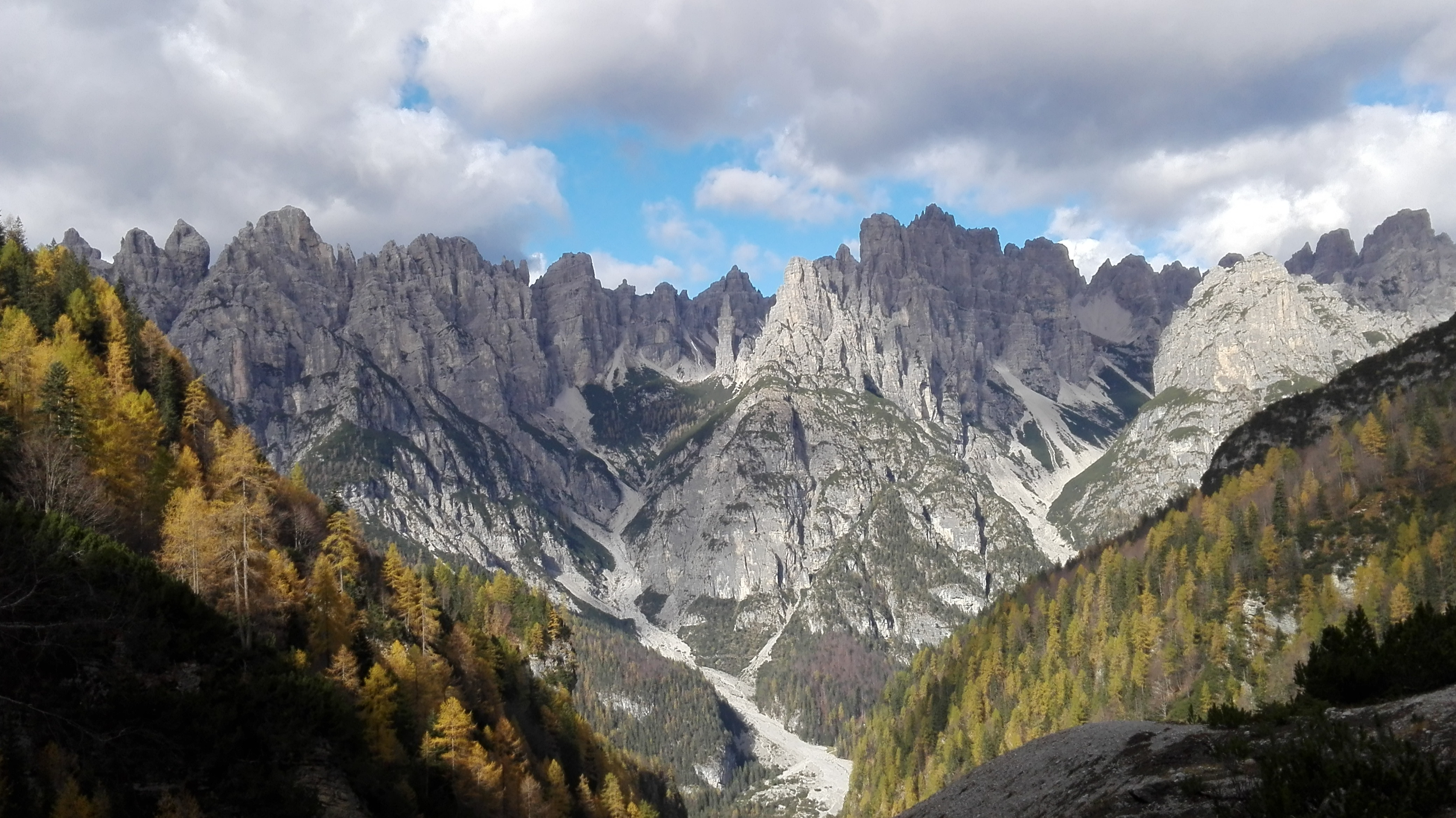
Spalti di Toro e Monfalconi